# Jurunas
Os Jurunas (Yuruna; Yudjá - autodenominação) são um grupo de indígenas que se localizam no estado brasileiro do Mato Grosso, mais precisamente no norte do Parque Indígena do Xingu, bem como junto ao baixo rio Xingu, no Pará, na Terra Indígena Paquiçamba e Área Indígena do Km 17.
Sua língua é a única representante viva da família Juruna, do tronco Tupi. Autodenominam-se Yudjá ; o nome Juruna significa, em Tupi-Guarani, “bocas pretas”, porque a tatuagem característica dessa etnia era uma linha que descia da raiz dos cabelos e circundava a boca.  

## Características gerais

### Demografia
Na metade do século XIX, havia uma população estimada em 2.000 indígenas, que viviam no baixo rio Xingu.
Por volta de 1916 houve a separação da etnia Juruna-Yudjá em dois grupos: cerca de 40 Yudjá seguiram para o sul do estado do Pará chegando às terras do atual Parque Indígena do Xingu, no estado do Mato Grosso e 12 indígenas Juruna permaneceram no seu local de origem, na região da Volta Grande do Xingu, no estado do Pará.
| Ano  | População | Referência          |
| ---- | --------- | ------------------- |
| 1842 | 2000      | ISA                 |
| 1884 | 200       | ISA                 |
| 1896 | 150       | ISA                 |
| 1916 | 52        | ISA                 |
| 2001 | 278       | ISA                 |
| 2006 | 362       | (Funasa, 2006)      |
| 2010 | 348       | (Unifesp, 2010)     |
| 2014 | 880       | (Siasi/Sesai, 2014) |
| 2020 | 950       | (Siasi/Sesai, 2020) |

## Ameaças
As terras do Juruna no estado do Pará foram atingidas pela construção da Usina Hidrelétrica de Belo Monte e estão ameaçadas pelas obras da mineradora canadense Belo Sun.
De acordo com a liderança indígena Francisco Juruna: “Somos a comunidade mais próxima de Belo Sun e provavelmente seremos os mais atingidos também. Já temos o exemplo de Belo Monte, que chegou dizendo que nada de ruim iria acontecer. Éramos inocentes e só quando os impactos começaram é que descobrimos tudo o que a gente ia sofrer. Depois de termos apanhado bastante, a gente aprendeu. Fomos lesados por Belo Monte, mas não seremos por Belo Sun.”

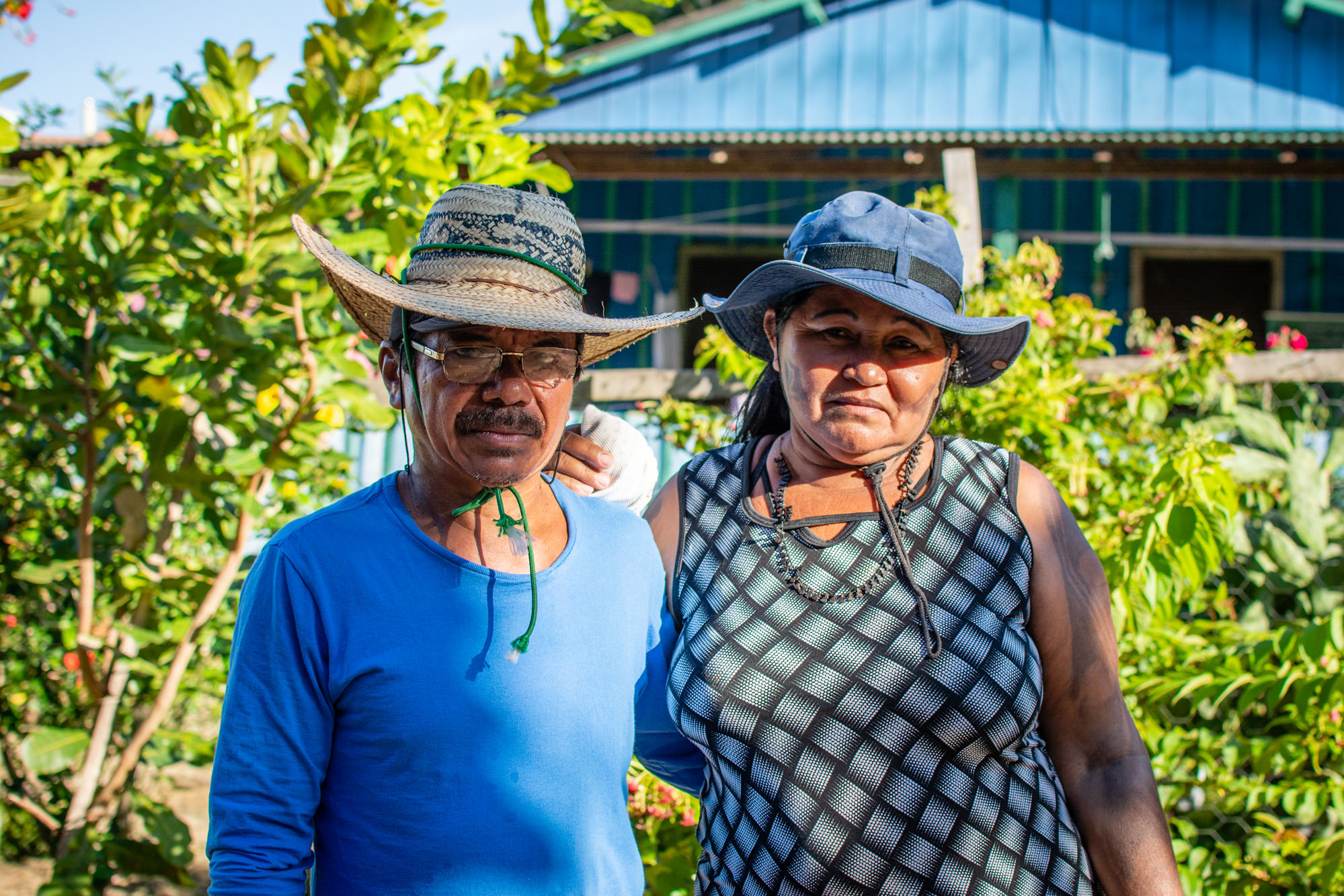
Francisco e Socorro Juruna, lideranças indígenas Jurunas da Aldeia São Francisco, localizada na Volta Grande do Xingu, no Pará

## Obras sobre os Juruna
- Kanemai’a’ahã dju’a papera: Livro do Artesanato do povo Juruna (Yudjá).[7]
- FARGETTI, Cristina Martins. Terminologia da Cultura Material Juruna. Araraquara: Letraria, 2021. ISBN 978-65-86562-60-6.[8]